# Arbusto Energy
La Arbusto Energy, detta anche Arbusto Oil, è stata una compagnia petrolifera ed energetica fondata nel 1979 a Midland, in Texas, dall'ex presidente degli Stati Uniti George W. Bush, che riunì un gruppo di investitori che comprendeva Dorothy Bush, Lewis Lehrman, William Henry Draper III, Bill Gammell e James R. Bath.
È stato poi rivelato che Bath effettuò un investimento di 50 000 dollari come rappresentante di Salem bin Laden, fratellastro di Osama bin Laden, del gruppo saudita Binladin. Questo fatto è diventato controverso dopo gli attacchi dell'11 settembre 2001. Dopo la morte di Salem bin Laden in un incidente aereo in Texas nel 1988, i suoi interessi sulla Arbusto Energy (insieme ad altre attività del Binladin Group), passarono a Khalid bin Mahfouz.